# Another Thin Man
Another Thin Man é um filme de comédia policial estadunidense de 1939, dirigido por W.S. Van Dyke para a Metro-Goldwyn-Mayer. É o terceiro dos seis filmes da série cinematográfica iniciada em 1934 com The Thin Man, estrelada por William Powell e Myrna Loy como o casal detetive Nick e Nora Charles e baseada em textos de Dashiell Hammett (adaptação de "The Farewell Murder" ). O personagem do filho dos Charles, Nicky Jr., é apresentado nesse filme. O cão Asta também reaparece e Shemp Howard tem uma participação não creditada como "Wacky".
Inicialmente promovido nos Estados Unidos com o título Return of the Thin Man, foi seguido por Shadow of the Thin Man (1941).

## Elenco
- William Powell como Nick Charles
- Myrna Loy como Nora Charles
- Skippy como Asta
- Sheldon Leonard como Phil Church
- Don Costello como "Diamond Back" Vogel

Outros
- Virginia Grey...Lois MacFay
- Otto Kruger...promotor Assistente Van Slack
- C. Aubrey Smith...coronel Burr MacFay
- Ruth Hussey...Dorothy Walters, babá dos Charles
- Nat Pendleton...tenente Guild
- Patric Knowles...Dudley Horn, noivo de Lois
- Tom Neal...Freddie Coleman, secretário de MacFay
- Phyllis Gordon...senhora Isabella Bellam, governanta de MacFay
- Harry Bellaver..."Creeps"
- Muriel Hutchison...Smitty
- Abner Biberman..."Dum-Dum"
- Marjorie Main...madame Dolley
- Shemp Howard...Wacky (não creditado)

O casal dançarino afro-cubano René e Estela, estrelas do Havana-Madrid Club de Nova Iorque, aparece num número musical na cena do West Indies Club.

## Sinopse

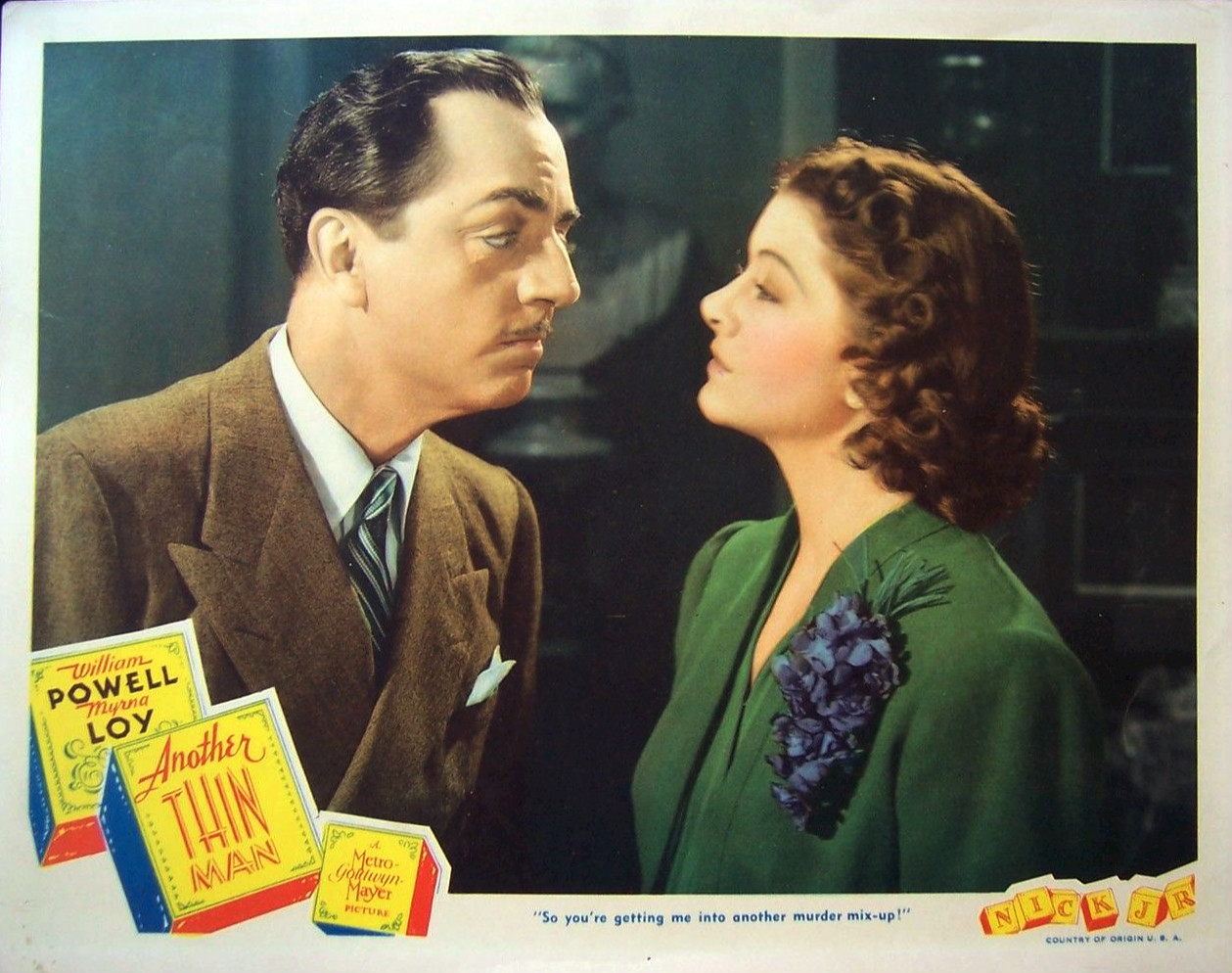
O casal de detetives Nicky e Nora Charles em cartão do filme

Nick e Nora Charles mal retornam de viagem à Nova Iorque com o filho de colo - Nicky Jr - quando são chamados pelo coronel Burr MacFay, antigo administrador e sócio do pai de Nora e que ficara encarregado também da fortuna herdada por ela, para passarem o fim-de-semana na casa dele, em Long Island. MacFay, na verdade, quer a ajuda do famoso casal de detetives, pois está alarmado depois de ser ameaçado por Phil Church (que lhe dissera que "sonhara" com o assassinato dele), um antigo empregado que fora preso por se envolver com negócios ilegais que realizara a mando de coronel que, contudo, escapara das acusações. Nicky e Nora não conseguem impedir o assassinato que ocorre na casa e começam a busca do misterioso assassino, inclusive a pedido do promotor assistente Van Slack, mas as investigações se mostram complicadas quando os principais suspeitos apresentam álibis bastante convincentes.

## Recepção

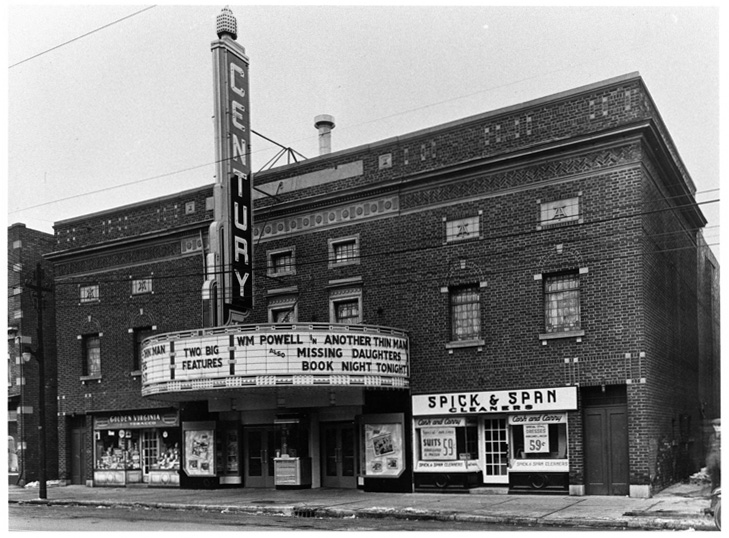
Another Thin Man em exibição em cinema de Toronto, anunciado em sessão dupla com o filme de Richard Arlen Missing Daughters.

De acordo com Frank S. Nugent (em tradução livre), "esse terceiro filme da série do "Homem Magro" (tradução literal de Thin Men que no Brasil ficou conhecido como a série dos "Acusados") parte alegremente como sempre de um assassinato, confirma nossa impressão que o matrimônio não precisa ser um negócio tão sério, e providencia luz e entretenimento como esperamos encontrar em qualquer opção de diversão num feriado".